# Ricardo Blanco
Ricardo José Blanco Mora (Alajuela, 12 maggio 1989) è un calciatore costaricano, difensore del Saprissa e della nazionale costaricana.

## Statistiche

### Cronologia presenze e reti in nazionale
| Cronologia completa delle presenze e delle reti in nazionale ― Costa Rica | Cronologia completa delle presenze e delle reti in nazionale ― Costa Rica | Cronologia completa delle presenze e delle reti in nazionale ― Costa Rica | Cronologia completa delle presenze e delle reti in nazionale ― Costa Rica | Cronologia completa delle presenze e delle reti in nazionale ― Costa Rica | Cronologia completa delle presenze e delle reti in nazionale ― Costa Rica | Cronologia completa delle presenze e delle reti in nazionale ― Costa Rica | Cronologia completa delle presenze e delle reti in nazionale ― Costa Rica |
| Data                                                                      | Città                                                                     | In casa                                                                   | Risultato                                                                 | Ospiti                                                                    | Competizione                                                              | Reti                                                                      | Note                                                                      |
| ------------------------------------------------------------------------- | ------------------------------------------------------------------------- | ------------------------------------------------------------------------- | ------------------------------------------------------------------------- | ------------------------------------------------------------------------- | ------------------------------------------------------------------------- | ------------------------------------------------------------------------- | ------------------------------------------------------------------------- |
| 5-9-2010                                                                  | Kingston                                                                  | Giamaica                                                                  | 1 – 0                                                                     | Costa Rica                                                                | Amichevole                                                                | -                                                                         | 70’                                                                       |
| 11-10-2010                                                                | Quesada                                                                   | Costa Rica                                                                | 2 – 1                                                                     | El Salvador                                                               | Amichevole                                                                | -                                                                         |                                                                           |
| 10-10-2019                                                                | Nassau                                                                    | Haiti                                                                     | 1 – 1                                                                     | Costa Rica                                                                | CONCACAF Nations League 2019-2020 - 1º turno                              | -                                                                         | 64’                                                                       |
| 13-10-2019                                                                | Alajuela                                                                  | Costa Rica                                                                | 0 – 0                                                                     | Curaçao                                                                   | CONCACAF Nations League 2019-2020 - 1º turno                              | -                                                                         |                                                                           |
| 14-11-2019                                                                | Willemstad                                                                | Curaçao                                                                   | 1 – 2                                                                     | Costa Rica                                                                | CONCACAF Nations League 2019-2020 - 1º turno                              | -                                                                         | 53’, 64’                                                                  |
| 10-10-2020                                                                | San José                                                                  | Costa Rica                                                                | 0 – 1                                                                     | Panama                                                                    | Amichevole                                                                | -                                                                         |                                                                           |
| 13-10-2020                                                                | San José                                                                  | Costa Rica                                                                | 0 – 1                                                                     | Panama                                                                    | Amichevole                                                                | -                                                                         | 83’                                                                       |
| 21-8-2021                                                                 | Carson                                                                    | El Salvador                                                               | 0 – 0                                                                     | Costa Rica                                                                | Amichevole                                                                | -                                                                         | 81’                                                                       |
| 2-9-2021                                                                  | Panama                                                                    | Panama                                                                    | 0 – 0                                                                     | Costa Rica                                                                | Qual. Mondiali 2022                                                       | -                                                                         |                                                                           |
| 5-9-2021                                                                  | San José                                                                  | Costa Rica                                                                | 0 – 1                                                                     | Messico                                                                   | Qual. Mondiali 2022                                                       | -                                                                         | 35’ 89’                                                                   |
| 8-9-2021                                                                  | San José                                                                  | Costa Rica                                                                | 1 – 1                                                                     | Giamaica                                                                  | Qual. Mondiali 2022                                                       | -                                                                         |                                                                           |
| 7-10-2021                                                                 | San Pedro Sula                                                            | Honduras                                                                  | 0 – 0                                                                     | Costa Rica                                                                | Qual. Mondiali 2022                                                       | -                                                                         | 71’                                                                       |
| 13-10-2021                                                                | Columbus                                                                  | Stati Uniti                                                               | 2 – 1                                                                     | Costa Rica                                                                | Qual. Mondiali 2022                                                       | -                                                                         |                                                                           |
| 12-11-2021                                                                | Edmonton                                                                  | Canada                                                                    | 1 – 0                                                                     | Costa Rica                                                                | Qual. Mondiali 2022                                                       | -                                                                         | 71’ 75’                                                                   |
| 2-6-2022                                                                  | Panama                                                                    | Panama                                                                    | 2 – 0                                                                     | Costa Rica                                                                | CONCACAF Nations League 2022-2023 - 1º turno                              | -                                                                         |                                                                           |
| Totale                                                                    |                                                                           | Presenze                                                                  | 15                                                                        |                                                                           | Reti                                                                      | 0                                                                         |                                                                           |

## Palmarès

### Club

#### Competizioni nazionali
- Campionato costaricano: 3

Saprissa: Verano 2010, Clausura 2020, Clausura 2021

#### Competizioni internazionali
- CONCACAF League: 1

Saprissa: 2019

### Nazionale
- Campionato nordamericano di calcio Under-20: 1

2009